# Atropoisomeria
Atropoisomeria é um fenômeno atribuído a um eixo de ligação entre duas arilas que são impedidas de se rotacionarem dentro de uma molécula devido a um impedimento estérico, o que confere uma barreira energética entre os confôrmeros e permite identificar separadamente cada isômeros conformacional. O termo atropoisomerismo provém da palavra grega “atropos”, que significa “ausência de rotação”.
A atividade óptica destes isômeros, chamados de atropoisômeros, provém da ligação sigma, que não necessitam da presença de um carbono quiral, onde a estabilidade está relacionada aos substituintes no sistema diaril.  Em 1922, os bioquímicos Christie e Kenner conseguiram isolar pela primeira vez os isômeros do ácido 6,6'-dinitro-2,2'-difênico e observaram que não havia interconversão entre os atropoisômeros a temperatura ambiente.

## Nomenclatura
A nomenclatura dos compostos é feita da mesma forma dos isômeros ópticos provenientes do carbono quiral, R e S, seguindo a regra de prioridade proposta por Cahn-Ingold-Prelog. Primeiramente é feita a projeção do sistema bifenil na direção do eixo de ligação e posteriormente enumera-se os grupos funcionais com preferência ao mais próximo do observador. Com base na ordem de  prioridade, determina-se a nomenclatura R(M) ou S(P) dependo do sentido obtido quando se caminha de maior prioridade para menor prioridade. Para diferenciar compostos ópticos atropoisômeros dos demais, pode ser utiliza o prefixo 'a', formando aS e aR.

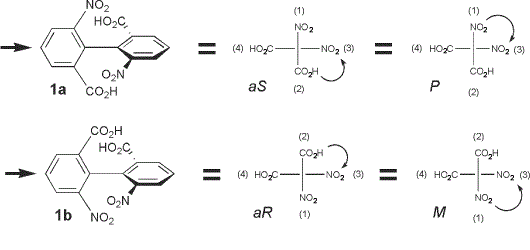
Nomenclatura dos Atropoisômeros

## Classificação
Os atropoisomeros podem ser separados em duas classes:
1) A primeira classe, chamada de biarila em ponte, refere-se a um sistema em que existe uma ligação além do eixo de ligação entre os dois anéis aromáticos, conectando um dos ligantes de cada anel.

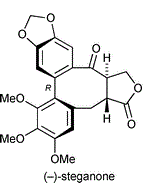
Lignana biarila em ponte
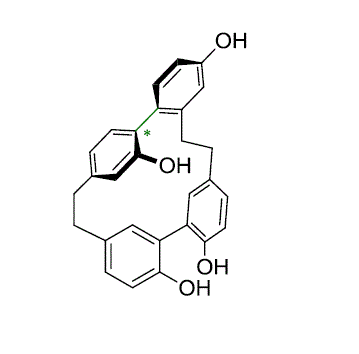
(P)-(-)-isoplagiochin C — Biarila com ponte formada apenas por átomos de carbono
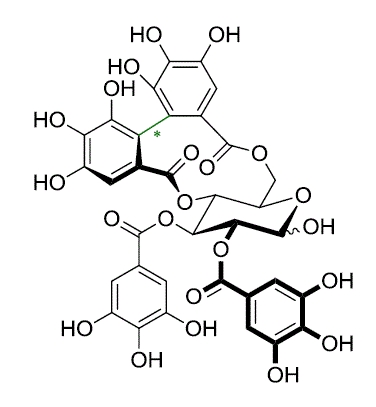
(P)-Tellimagrandin — Lactonas biarilas ('Biaryl Lactones')
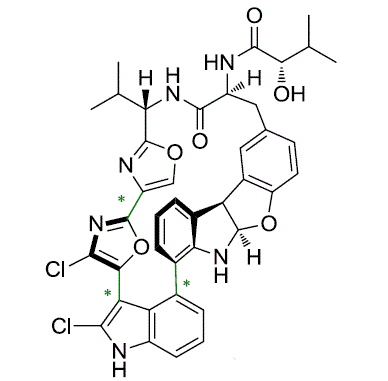
(P,M,M)-Diazonamida A — Biariais multicíclicos ('Multicyclic Biaryls')
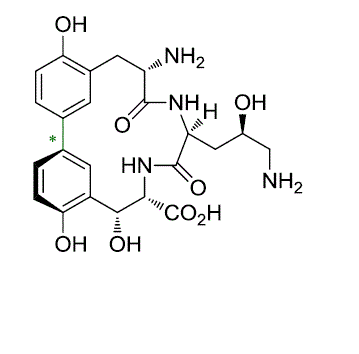
(M)-Bifenomicina A — Ciclopeptídeos de biaril

2) A segunda classe, chamada de  Biaril sem Ponte(“NonBridged Biaryl”),  onde só existe o eixo de ligação entre os dois anéis aromáticos:

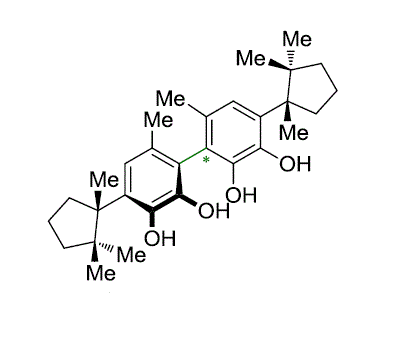
Biaril Isocíclico ('Isocyclic Biaryls') - (P)-Mastigophorene A
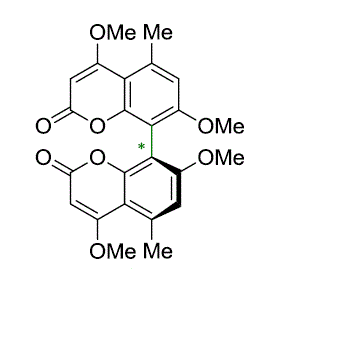
Heterocíclico Fundido ('Fused Heterocycles') - (P)-(+)-Kotanin
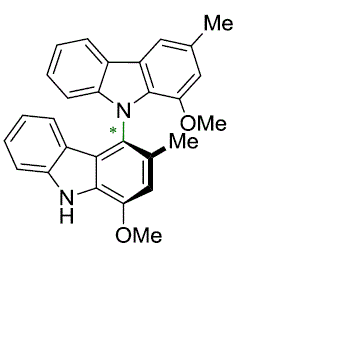
Heterobiarils ('Heterobiaryls') - (M)-Murrastifoline-F
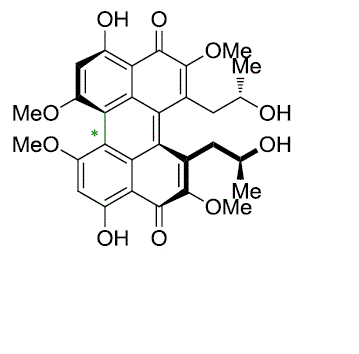
Biaril Multiplamente Acoplado ('Multiply Coupled Biaryls') - (P)-(-)-Pleichrome

## Tipos
Os atropoisomeros são usualmente encontrados em sistemas sp2-sp2 principalmente na forma de biarilas com ligantes na posição orto. A sintese pode ser realizada através da reação com compostos de Pd(0), o que que permite maior diversidade de grupos funcionais ligantes que em outras sinteses.
Um exemplo de reação é o acoplamento de suzuki, tolerante à presença de vários tipos de grupos funcionais presentes nos substratos, em que os reagentes utilizados são o ácido arilborônicos com o haletos de arila.

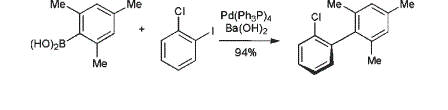
Reação de Suzuki

Outros atropoisômeros podem ser formados a partir de sistema sp2-sp2, sp2-sp3 e sp3-sp3 sem a necessidade de serem biarilas.
Exemplos:
Sintetizada por Jabin e colaboradores com elevada estereosseletividade: enamidas cíclicas apresentam alta estabilidade mesmo em elevadas temperaturas

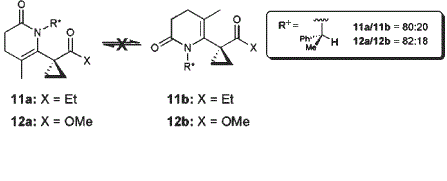
Enamidas cíclicas

Lomas e Dubois utilizaram mecanismo de adição nucleofílica para o 2-metilfenillítio sobre o carbono carbonílico da tercbutil-cetona, poduzindo um sistema sp2-sp3.

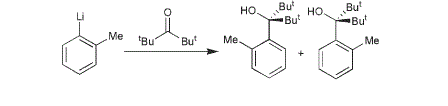
Álcoois benzilicos

A identificação do tipo do atropoisômero pode ser realizada pelos métodos:
1. Cristalografia de raio-X, na qual determina-se o ângulo de torção e a conforção preferencial do sistema;
2. Derivatização dos enantiomeros a diasteroisomeros por meio de reação, seguido de separação por comatografia em coluna;[1]
3. Ressonância Magnética Nuclear (RMN) para uma mistura de diasteroisomeros;[1]
4. Mistura racêmica de  atropoisomeros podem também ser analisadas por RMN, onde utiliza-se complexos metálicos assimétricos capazes de complexar com os componentes da mistura analisada, favorecendo a formação de um par de diastereoisômeros.[1]

### Aplicações
Sintese assimétrica catalítica
Atropoisomeros enantiomericos puros são utilizados nesse tipo de sintese por forma "complexos organometálicos quirais, através da indução de quiralidade por diferenciação termodinâmica do sítio reativo dos substratos durante a catálise". Os atropoisomeros comerciais mais utilizados são bifenilnafto (BINOL) e bifenilfosfina (BINAP).

BINOL

BINAP

Auxiliar quiral em reações assimétricas
"Um exemplo é o grupo amida onde o eixo de quiralidade geralmente se forma em torno de uma ligação C-N, favorecendo a remoção do grupo indutor de quiralidade ao final do processo sintético, devido à relativa labilidade química da ligação peptídica".

## Síntese e ocorrência natural
Os atropoisomeros são encontrados também em produtos naturais que apresentam atividade farmacológica importantes para química medicinal.
Exemplos:
1) A Kadsulignanas, substância utilizada no tratamento de desordem gastroentéricas e artrite reumatóide, é extraida da planta “Kadsura coccinea” e comumente utilizada na China
2) A Vimblastina, é "um anticancerígeno natural que atua como inibidor da polimerização de tubulina em células tumorais"
3) A Vancomicina , antibiótico atropoisomérico de origem natural é obtido como produto de fermentação de cepas da bactéria "Streptomyces orientalis". Até a década de 80 era um recurso recurso para o combate a bactérias resistentes à penicilina e seus derivados.
4) O Gossipol, é um dialdeido polifenólico extraido através de sementes, troncos e raízes do algodão. Na década de 60 foi descoberto suas ações como contraceptivo e posteriormente, acharam que o composto possui "atividades antiviral e antiparasitária in vitro em concentrações da ordem de micro molar, além de pronunciada atividade antitumoral".
5) Glicosideos de bisantraquínonas são extraidos do extrato seco das partes aéreas do "Hypericum perforatum L.". São utilizados no tratamento de depressão leve a moderada.